# The Return (film fra 2017)
|  | Denne artikel er oprettet af botten Steenthbot ud fra en ekstern database. Den kan derfor have sproglige fejl eller mangler. Denne skabelon kan fjernes efter kontrol af indholdet. |

 For alternative betydninger, se The Return. (Se også artikler, som begynder med The Return)
The Return er en dansk spillefilm fra 2018 instrueret af Malene Choi Jensen.

## Handling
To dansk-koranske adoptivbørn vender for første gang tilbage til Korea. Karoline og Thomas bliver ved mødet med deres fædreland og med andre adopterede hvirvlet ind i en storm af følelser, der tvinger dem begge til både at tvivle på og konfronteres med deres egne skæbner og identiteter.

## Medvirkende
- Thomas Hwan, Thomas
- Karoline Sofie Lee, Karoline
- Seong In Ja